# إي ها إي
لي هاي ((هانغل: 이하이)) تعرف باسمها الفني لي هاي هي مغنية كورية جنوبية من شركة واي جاي إنترتينمنت ولدت في يوم 23 سبتمبر 1996 في مدينة بتشون بكوريا الجنوبية.
ظهرت لأول مرة بأغنية "1، 2، 3، 4" في 28 أكتوبر 2012 ووصلت إلى المركز الأول بمبيعات الأسبوع الأول التي بلغت 667,549 تحميل للأغنية. صدر أول ألبوم كامل لها وكان بعنوان «الحب الأول» في جزأين، الجزء الأول في 7 مارس 2013 والجزء الثاني في 28 مارس 2013.

## وصلات خارجية
- إي ها إي على موقع IMDb (الإنجليزية)
- إي ها إي على موقع ميوزك برينز (الإنجليزية)
- إي ها إي على موقع أول ميوزيك (الإنجليزية)
- إي ها إي على موقع أول ميوزيك (الإنجليزية)
- إي ها إي على موقع ديسكوغز (الإنجليزية)
- إي ها إي على موقع قاعدة بيانات الفيلم (الإنجليزية)
- الموقع الرسمي
- إنستغرام الرسمي